# Kuzmice (Topoľčany)
Kuzmice (bis 1927 slowakisch auch „Kužnice“; ungarisch Nyitrakozma) ist eine Gemeinde im Okres Topoľčany in der Slowakei.
Der Ort wurde 1390 zum ersten Mal schriftlich erwähnt, er liegt nordwestlich der Stadt Topoľčany. Zu ihr gehören der nach 1902 eingemeindete Ort Vítkovce (deutsch Witkowitz) sowie die Ansiedlung Izat, welche beide südlich des Hauptortes liegen. Von 1977 bis 1997 war die Gemeinde Teil der Stadt Topoľčany.
Im Ort gibt es eine Kirche, die dem heiligen Papst Pius X. geweiht ist sowie auch eine Kapelle des Heiligen Stefan.

## Bevölkerung
| Jahr                | 1994 | 2004 | 2014    | 2024     |
| ------------------- | ---- | ---- | ------- | -------- |
| Anzahl der Personen | 0    | 675  | 674     | 770      |
| Unterschied         |      | –    | −0,14 % | +14,24 % |

| Jahr                | 2023 | 2024    |
| ------------------- | ---- | ------- |
| Anzahl der Personen | 757  | 770     |
| Unterschied         |      | +1,71 % |